# Žune
Žune su naselje u općini Prijedor (Republika Srpska, BiH).
Prema popisu iz 1991. godine nacionalni sastav je bio sljedeći:
- Hrvati - 326
- Srbi - 14
- Bošnjaci - 6
- Jugoslaveni - 16
- ostali - 6

Ukupno - 368